# Droga wojewódzka nr 671
Droga wojewódzka nr 671 – droga wojewódzka przebiegająca w woj. podlaskim na terenie powiatów: wysokomazowieckiego, białostockiego, monieckiego i sokólskiego. Trasa ta łączy Sokoły (powiat wysokomazowiecki) z Sokolanami (powiat sokólski).
W Jeżewie Starym droga ta przecina drogę ekspresową S8 i drogę 64. Następnie w Knyszynie przecina drogę 65. Od Korycina do Mielnik droga ta biegnie po trasie nr 8 na długości ok. 1 km.

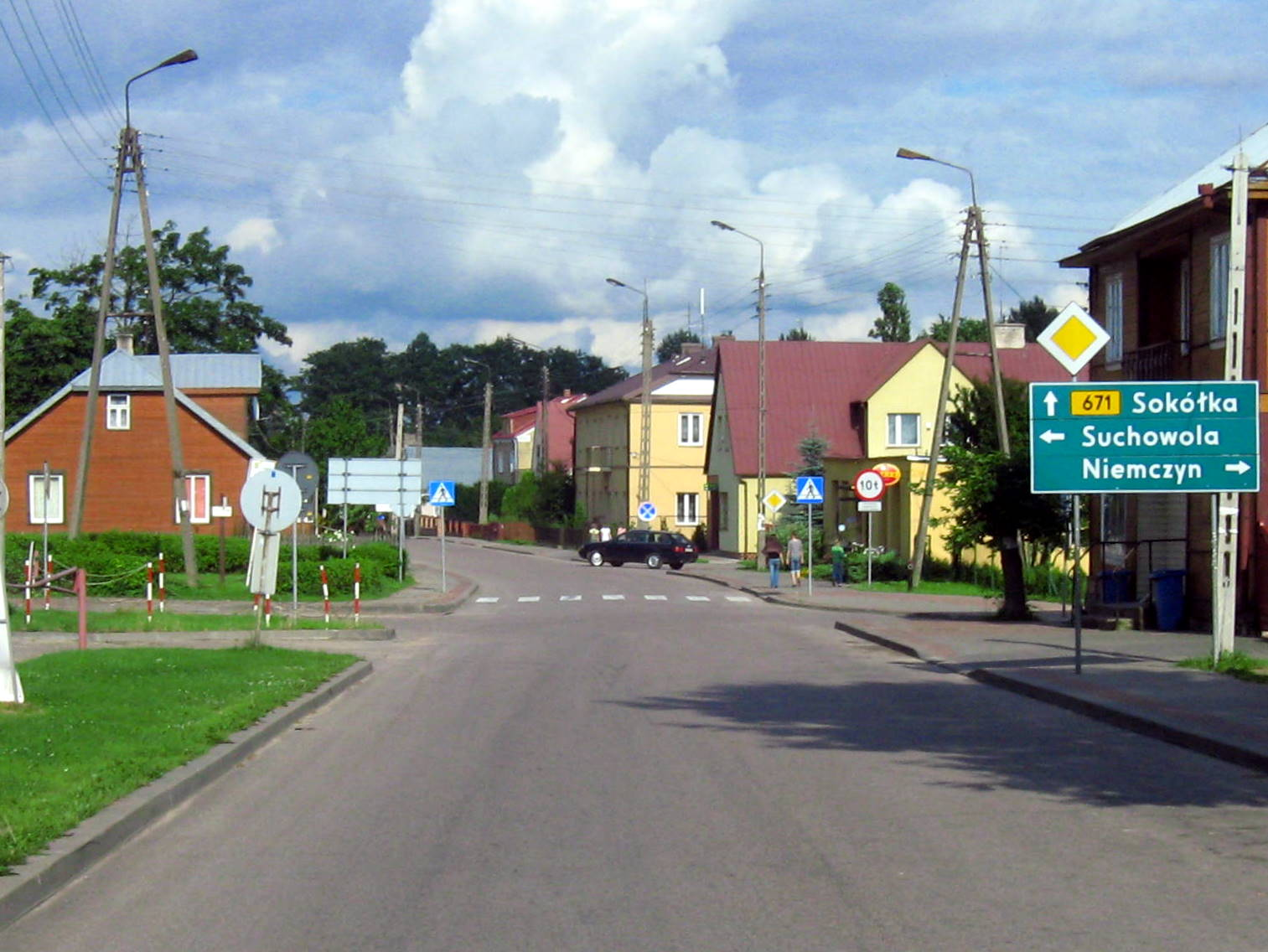
Droga wojewódzka nr 671 w Janowie

## Ważniejsze miejscowości leżące na trasie 671
Poniższa tabelka pokazuje główne miejscowości na trasie drogi wojewódzkiej nr 671 i drogi krzyżujące się z nią.
| Km.  | Główne miejscowości | Drogi wojewódzkie | Drogi krajowe | Drogi ekspresowe i inne |
| ---- | ------------------- | ----------------- | ------------- | ----------------------- |
| 0    | Sokoły              |                   |               |                         |
| 17   | Jeżewo Stare        |                   |               | E67                     |
| 25   | Tykocin             |                   |               |                         |
| 37   | Krypno Kościelne    |                   |               |                         |
| 42   | Knyszyn             |                   |               |                         |
| 55   | Jasionówka          |                   |               |                         |
| 62.5 | Korycin             |                   |               |                         |
| 73   | Janów               |                   |               |                         |
| 90   | Sokolany            |                   |               |                         |